# شديد (اسم)
شديد هو اسم علم مذكر من أصل عربي، ومعناه هو القوي العنيف الصلب.

## شخصيات تحمل الاسم
- شديد الحرفوشي

## وصلات خارجية
- موسوعة السلطان قابوس لأسماء العرب نسخة محفوظة 5 أبريل 2019 على موقع واي باك مشين.